# Cis crenatus
Cis crenatus is een keversoort uit de familie houtzwamkevers (Ciidae). De wetenschappelijke naam van de soort werd in 1836 gepubliceerd door Sahlberg.